# Fetch the Bolt Cutters
Fetch the Bolt Cutters — пятый студийный альбом американской певицы Фионы Эппл, выпущенный 17 апреля 2020 года на лейбле Epic. Это первый релиз певицы после альбома The Idler Wheel... в 2012 году. Альбом был записан с 2015 по 2020 год, в основном в доме Эппл в Венис-Бич. Он был спродюсирован и исполнен Эппл вместе с Эми Эйлин Вуд, Себастьяном Стейнбергом и Давидом Гарсой; запись состояла из длинных, часто импровизированных дублей с нетрадиционными перкуссионными звуками. Для записи использовалась программа GarageBand, и Фиона Эппл объяснила неотредактированный вокал и длинные дубли недостатком опыта работы с программой.
Основанный на экспериментах, альбом в значительной степени включает в себя нетрадиционную перкуссию. В то время как традиционные инструменты, такие как фортепиано и барабанные установки, все же присутствуют, в альбоме также широко используются немузыкальные найденные предметы в качестве перкуссии. Эппл описала результат как «перкуссионные оркестры». Эти ритмы, напоминающие индастриал, контрастируют с традиционными мелодиями, а жизнерадостные песни часто подрывают традиционные поп-структуры.
Альбом исследует свободу от угнетения; Эппл определилё его основное послание как: «Возьми чёртовы болторезы и выберись из ситуации, в которой ты оказался». Название, цитата из телесериала «Крах», отражает эту идею. В альбоме также обсуждаются сложные отношения Эппл с другими женщинами и другие личные переживания, включая издевательства и сексуальное насилие. Тем не менее, его называют самым юмористическим альбомом Эппл.
Альбом Fetch the Bolt Cutters был выпущен во время пандемии COVID-19, и многие критики сочли его исследование проблемы заключения своевременным. Альбом получил широкое и значительное признание критиков, и был назван мгновенной классикой, революционной и лучшей работой Эппл на сегодняшний день. Альбом был признан лучшим альбомом альтернативной музыки на 63-й ежегодной церемонии вручения премии Грэмми, а песня «Shameika» получила награду за лучшее рок-исполнение. Альбом дебютировал на четвёртом месте в Billboard 200 и на первом месте в Top Alternative Albums и Top Rock Albums, набрав 44 000 эквивалентных альбому единиц. Он также вошёл в топ-15 в Канаде, Австралии и Новой Зеландии.

## История
В 2012 году, после выпуска альбома The Idler Wheel..., Эппл начала разрабатывать концепцию нового альбома, рассматривая возможность создания концептуального альбома, базируясь в своём доме в Венис-Бич или Пандо в Юте.
В феврале 2015 года она начала репетиции альбома с участниками группы Себастьяном Стейнбергом, Эми Эйлин Вуд и Давидом Гарса. Они начали писать и репетировать в домашней студии Эппл на Венис-Бич, используя самодельные ударные предметы и скандируя, когда они маршировали по дому.
В июле они начали запись альбома, проведя три недели в студии Sonic Ranch в сельской местности Техаса, где они записали большую часть «Relay», «Ladies», «Cosmonauts» и «On I Go». Эппл вспоминал, что эти сессии часто были непродуктивными, группа отвлекалась на «волшебные» псилоцибиновые грибы и фильмы. Они вернулись в Лос-Анджелес и работали над материалом на студии Stanley Recordings. Эппл решила, что запись должна переместиться в её домашнюю студию на Венис-Бич, куда они вскоре и вернулись. Она назвала свой дом «утробой, в которой я развилась во взрослую личность», поэтому она решила записать альбом дома, чтобы «отплатить» дому. Она подробно рассказала о присутствии дома в альбоме: «Я действительно чувствовала, что это инструмент сам по себе, это микрофон: Дом — это микрофон, дом — это атмосфера, дом — это член группы». Дальнейшие сессии для «Newspaper» и «Heavy Balloon» проходили в частной студии инженера Дэйва Вэя Waystation.
Они записывали длинные дубли, состоящие из ударов инструментов о поверхности и предметы; её вокал не редактировался, и альбом приобрел очень перкуссионное звучание. Сессии в доме Эппл были записаны в основном с помощью GarageBand. О длинных, неотредактированных дублях Эппл сказала: «Я даже не знала, как отредактировать его и сделать дубль короче, поэтому каждый трек — это просто один длинный дубль, и если я допускала в нём ошибку, что ж, лучше просто переиграть его и позволить этой ошибке проявиться в нём». Это привело к тому, что Эппл описала как «оркестры ударных», особенно на «Newspaper» и заглавном треке.
К июлю 2019 года Эппл приступила к микшированию альбома. В сентябре процесс начал замедляться, и у Эппл появились сомнения по поводу альбома. В это время исполнительница впервые упомянула о работе над своим новым проектом в интервью изданию Vulture, объяснив, что она все ещё усердно работает над своим следующим альбомом, который должен был выйти «миллион лет назад», и надеется выпустить его в 2020 году. Она также призналась, что ведёт затворнический образ жизни из-за постоянных сессий звукозаписи в её доме на Венис-Бич.
В январе 2020 года она показала миксы участникам своей группы, положительные отзывы которых вернули Эппл в нужное русло. В интервью в том же месяце она сказала, что процесс работы над альбомом находится на завершающей стадии, осталось только «оформление и все такое». В марте она объявила, что закончила запись.

## Музыка и тексты
Звучание Fetch the Bolt Cutters определяется перкуссией. Фортепианная игра, характерная для творчества Эппл, по-прежнему заметна, но принимает более ударную форму. Помимо ударных установок и традиционной перкуссии, в альбоме в качестве перкуссии используются найденные предметы, такие как металлическая бабочка и кости умершей собаки Эппл Джанет. Экспериментальные ритмы на альбоме напоминают индустриальную музыку и противопоставляются более традиционным мелодиям. Том Брейхан из Stereogum утверждает, что, хотя ударная музыка обычно «строится вокруг идеи танца, управления и направления ритмов человеческого тела», альбом вместо этого «играет как дикая, лихорадочная попытка отразить хаос, который происходит в человеческом разуме, когда он находится в наиболее перегретом состоянии». Эппл объяснила частое использование перкуссии в альбоме детской привычкой, развившейся как часть её обсессивно-компульсивного расстройства, при котором она всегда ходила ритмично в строгом темпе.

## Песни
Открывающий трек «I Want You to Love Me» изначально был адресован гипотетическому любовнику, но в конечном итоге на него повлияли отношения Эппл с писателем Джонатаном Эймсом, а также период медитации в 2010—11 годах в Spirit Rock Meditation Center, Вудакр, Калифорния. Последний опыт раскрывается в строке «And I know when I go all my particles disband and disperse / and I’ll be back in the pulse», которая исследует прорыв, достигнутый ею после пульсирующей головной боли, когда она увидела «пульсирующее пространство между людьми на ретрите— предположение чего-то большего». «Shameika» названа в честь девочки, которая училась с Эппл в средней школе. Песня основана на опыте, который Эппл вспомнила, когда её отвергла группа популярных девочек, после чего «подошла Шамейка и сказала: „Почему ты пытаешься сидеть с этими девочками? У тебя есть потенциал“». Строчка «Себастьян сказал, что я хороший человек в бурю» была навеяна инцидентом в Марфе, штат Техас, где группу чуть не арестовали за хранение марихуаны. Басист Себастьян Стейнберг сделал этот комментарий Эппл в ответ на то, как она отнеслась к этому событию.

## Релиз
16 марта 2020 года Эппл анонсировала альбом и его название в обширной статье в New Yorker. В начале апреля она объявила, что альбом выйдет в цифровом формате 17 апреля. Epic Records планировала выпустить альбом в октябре из-за рекламных ограничений, вызванных пандемией коронавируса. Однако Эппл настояла на том, чтобы выпустить альбом раньше, как в интересах слушателей, находящихся в состоянии самоизоляции, так и для того, чтобы избежать напряженных обязательств перед прессой. Подруга Эппл, King Princess, также поддержала скорый выпуск. Критики прокомментировали своевременность выпуска альбома во время пандемии, найдя тематическую значимость в его исследовании заключения, и сравнивая затворничество Эппл с широко распространенными ограничениями на самоизоляцию.
До выхода альбома синглы не издавались, но 27 апреля песня «Shameika» была выпущена на взрослых альтернативных радиостанциях в качестве лид-сингла альбома. 20 ноября было выпущено музыкальное видео на песню, режиссёром которого выступил Маттиас Браун. В клипе звучит голос Шамейки Степни, однофамилицы песни, которая воссоединилась с Эппл после выхода альбома. В тот же день Степни выпустила песню «Shameika Said» с вокалом Эппл и семплами песни «Shameika».

## Отзывы
| Совокупная оценка    | Совокупная оценка |
| Источник             | Оценка            |
| -------------------- | ----------------- |
| AnyDecentMusic?      | 9.2/10            |
| Metacritic           | 100/100           |
| Оценки критиков      |                   |
| Источник             | Оценка            |
| The A.V. Club        | A                 |
| Entertainment Weekly | A−                |
| The Guardian         | [ 27 ]            |
| The Independent      | [ 28 ]            |
| The Irish Times      | [ 29 ]            |
| NME                  | [ 30 ]            |
| Pitchfork            | 10/10             |
| Rolling Stone        | [ 32 ]            |
| The Telegraph        | [ 33 ]            |
| The Times            | [ 34 ]            |

Альбом был встречен с высокими отзывами от критиков. Он получил 100 из 100 баллов на интернет-агрегаторе Metacritic, тем самым став первым альбомом в истории сайта, получившим 100 баллов, а также самым высокооценённым альбомом в его истории. Позднее оценка опустилась до 98.
Интернет-издание Pitchfork присудило пластинке максимальную оценку в 10 баллов, тем самым сделав его первым альбомов со времён My Beautiful Dark Twisted Fantasy Канье Уэста, получившим данный рейтинг.
Клэр Шаффер из Rolling Stone назвала этот альбом лучшим альбомом Эппл, написав: «Эппл никогда не звучала так уверенно в себе, и уже одно это — повод для праздника».
Мора Джонстон из The Boston Globe похвалила альбом за его «фактическое изображение повседневной жестокости», и добавила, что «даже [во время] самых напряженных моментов Fetch, её тексты сохраняют игривость, которая действует как балласт». Она также высоко оценила «хриплый альт» Эппл, который «остаётся в центре внимания, вступая в мелодии, которые мгновенно становятся липкими, так же легко, как и напряженно ритмичные Sprechstimme». Микаэль Вуд из Los Angeles Times написал о «потрясающей интимности материала — богатый текст, который стоит просмотреть», добавив: «Вам придётся вернуться к поздним частям каталога Нины Симон, чтобы найти другую поп-вокалистку, которая так же, как Эппл, стремится показать свою непритязательность».
В июне 2020 года журнал Pastemagazine назвал Fetch the Bolt Cutters лучшим альбомом года на то время.
В списке лучших песен журнала Billboard, опубликованном в июне 2020 года, песня «Ladies» заняла 14-е место.
На прошедшей 14 марта 2021 года 63-й ежегодной церемонии вручения наград «Грэмми» «Fetch the Bolt Cutters» был удостоен премии «Грэмми» в категории «За лучший альтернативный альбом».

### Итоговые списки
В 2024 году журнал Pitchfork назвал этот диск альбомом № 1 десятилетия 2020-х годов.
| Публикация | Список                                  | Ранг | Ссылка |
| ---------- | --------------------------------------- | ---- | ------ |
| Pitchfork  | The 100 Best Albums of the 2020s So Far | 1    | [ 41 ] |

| Публикация            | Список                                    | Ранг | Ссылка |
| --------------------- | ----------------------------------------- | ---- | ------ |
| AllMusic              | AllMusic Best of 2020                     | N/A  | [ 42 ] |
| BBC                   | The Best Albums and Songs of 2020         | N/A  | [ 43 ] |
| Beats Per Minute      | Top 50 Albums of 2020                     | 5    | [ 44 ] |
| Billboard             | Top 50 Best Albums of 2020                | 7    | [ 45 ] |
| Consequence of Sound  | Top 50 Albums of 2020                     | 1    | [ 46 ] |
| Complex               | Best Albums of 2020                       | 27   | [ 47 ] |
| Double J              | Top 50 Albums of 2020                     | 2    | [ 48 ] |
| The Economist         | The Best Albums of 2020                   | N/A  | [ 49 ] |
| Entertainment Weekly  | The 15 best albums of 2020                | 1    | [ 50 ] |
| Exclaim!              | Exclaim!'s 50 Best Albums of 2020         | 2    | [ 51 ] |
| Forbes                | The Best of Music in 2020                 | 1    | [ 52 ] |
| Good Morning America  | 50 Best Albums of 2020                    | 1    | [ 53 ] |
| The Guardian          | Top 50 best albums of 2020                | 1    | [ 54 ] |
| HUMO                  | These are Humo’s 20 best records of 2020! | 4    | [ 55 ] |
| The Line of Best Fit  | Top 50 Albums of 2020                     | 11   | [ 56 ] |
| The Los Angeles Times | Top 10 Albums of 2020                     | 2    | [ 57 ] |
| Louder Than War       | Top 50 Albums of 2020                     | 10   | [ 58 ] |
| Metacritic            | Best Album of 2020                        | 1    | [ 59 ] |
| Mojo                  | Top 75 Albums of 2020                     | 2    | [ 60 ] |
| The New York Times    | Best Albums of 2020                       | 1    | [ 61 ] |
| NPR                   | 50 Best Albums of 2020                    | 2    | [ 62 ] |
| OOR                   | End List 2020                             | 8    | [ 63 ] |
| Paste                 | The 50 Best Albums of 2020                | 1    | [ 64 ] |
| Pitchfork             | The 50 Best Albums of 2020                | 1    | [ 65 ] |
| The Plain Dealer      | Best Albums of 2020                       | 2    | [ 66 ] |
| PopMatters            | The 60 Best Albums of 2020                | 2    | [ 67 ] |
| RNZ                   | Best Of 2020: RNZ Music’s Top 20 Albums   | 3    | [ 68 ] |
| Rolling Stone         | The 50 Best Albums of 2020                | 2    | [ 69 ] |
| The Skinny            | Top 10 Albums of 2020                     | 1    | [ 70 ] |
| Slant Magazine        | Top 50 Albums of 2020                     | 1    | [ 71 ] |
| Slate                 | Best Albums of 2020                       | 9    | [ 72 ] |
| Sonic                 | 2020’s Best Albums                        | 8    | [ 73 ] |
| Stereogum             | The 50 Best Albums of 2020                | 1    | [ 74 ] |
| Time                  | The 10 Best Albums of 2020                | 3    | [ 75 ] |
| Under the Radar       | Top 100 Albums of 2020                    | 11   | [ 76 ] |
| Uproxx                | The Best Albums and Songs of 2020         | 2    | [ 77 ] |
| Večernji list         | Top 10 Foreign Albums of 2020             | 2    | [ 78 ] |
| Vice                  | The 100 Best Albums of 2020               | 5    | [ 79 ] |
| Vulture               | Top 10 Albums of 2020                     | 1    | [ 80 ] |
| The Wire              | 50 Releases of 2020 (Rewind)              | 28   | [ 81 ] |

## Коммерческий успех
В американском хит-параде Billboard 200 альбом Fetch the Bolt Cutters дебютировал на четвёртом месте с 44,000 эквивалентных альбомных единиц, став третьим подряд альбомом певицы, попавшим в топ-10, и её вторым самым рейтинговым релизом; The Idler Wheel... достиг третьего места в 2012 году. Из этой суммы 30 000 приходится на продажи альбома, 13 000 это SEA-единицы и менее чем 1000 на TEA единицы. Он также дебютировал на вершине чартов Billboard для Top Alternative Albums и Top Rock Albums. За пределами США альбом попал в десятку лучших в Канаде, в топ-15 в Австралии и Новой Зеландии, в топ-40 в Германии, Ирландии, Швейцарии, Шотландии, Дании, Великобритании и Фландрии (Бельгия), а также в топ-100 в Австрии, Италии и Франции. После выхода физических копий альбома в июле, альбом вновь вошёл в Billboard 200 под номером 60. Он также дебютировал под номером один в американском Vinyl Album, став вторым альбомом подряд с таким достижением.
Лид-сингл «Shameika» занял 19-е место в чарте Billboard Adult Alternative Songs в июне 2020 года; это было первое попадание Эппл в чарт с момента выхода «Fast as You Can» в январе 2000 года, побив рекорд по самому долгому времени между входами в чарт. Все первые пять композиций альбома попали в рок-чарт Billboard Hot Rock Songs, став её первыми композициями в этом чарте.

## Участники записи
По данным заметок на альбоме
- Фиона Эппл — вокал (все треки), фортепиано (1, 2, 4, 10), ударные Casio (1), перкуссия (2–7, 9, 10, 13), хлопки (2), бэк-вокал (2–5, 7–13), ударные (3, 5–7, 9, 11, 13), меллотрон (3, 6, 12), металлическая бабочка (3), электронные ударные (7), литавры (7), орган Вурлитцер (8), Casio (9), колокольчики (9), стул (12)
- Эми Эйлин Вуд — барабаны (1–10, 12, 13), перкуссия (2, 4, 5, 9, 10, 13), хлопки (2)
- Себастьян Стайнберг — бас (1–10, 12, 13), ударные (1), перкуссия (2, 5, 9), хлопки (2), гитара (8), гитара (9), бэк-вокал (9, 12), электрическая автоарфа (10, 13), акустическая 12-струнная гитара (10), слайд-гитара (10), зажигалка на Wurlitzer (12), арфа (12), топот (13), дыхание (13)
- Давид Гарса — перкуссия (2, 5, 8, 9, 12, 13), хлопки (2), меллотрон (4, 8), гитара (5-7), вибрации (8, 9), бэк-вокал (8, 9, 12), электрогитара (10), Вурлитцер (10), фортепиано (10), орган (12)

## Список композиций
Все песни, за исключением отмеченных, были написаны Фионой Эппл.
| №                   | Название                 | Музыка                            | Длительность |
| ------------------- | ------------------------ | --------------------------------- | ------------ |
| 1.                  | «I Want You to Love Me»  |                                   | 3:57         |
| 2.                  | «Shameika»               |                                   | 4:08         |
| 3.                  | «Fetch the Bolt Cutters» |                                   | 4:58         |
| 4.                  | «Under the Table»        |                                   | 3:21         |
| 5.                  | «Relay»                  |                                   | 4:49         |
| 6.                  | «Rack of His»            |                                   | 3:42         |
| 7.                  | «Newspaper»              |                                   | 5:32         |
| 8.                  | «Ladies»                 | Себастьян Стайнберг и Давид Гарса | 5:25         |
| 9.                  | «Heavy Balloon»          |                                   | 3:26         |
| 10.                 | «Cosmonauts»             |                                   | 3:59         |
| 11.                 | «For Her»                |                                   | 2:43         |
| 12.                 | «Drumset»                |                                   | 2:40         |
| 13.                 | «On I Go»                |                                   | 3:09         |
| Общая длительность: | Общая длительность:      | Общая длительность:               | 51:59        |

## Чарты

### Еженедельные чарты
| Чарт (2020)                            | Высшая позиция |
| -------------------------------------- | -------------- |
| Австралия (ARIA)                       | 13             |
| Австрия (Ö3 Austria)                   | 30             |
| Бельгия/Фландрия (Ultratop)            | 26             |
| Бельгия/Валлония (Ultratop)            | 101            |
| Канада (Canadian Albums Chart)         | 10             |
| Дания (Hitlisten)                      | 10             |
| Нидерланды (Album Top 100)             | 20             |
| Франция (SNEP)                         | 97             |
| Германия (Offizielle Top 100)          | 20             |
| Ирландия (Irish Albums Chart)          | 23             |
| Италия (Classifica album)              | 49             |
| Новая Зеландия (RMNZ)                  | 14             |
| Португалия (AFP)                       | 4              |
| Шотландия (Scottish Albums Chart)      | 28             |
| Испания (PROMUSICAE)                   | 38             |
| Швейцария (Schweizer Hitparade)        | 11             |
| Великобритания (UK Albums Chart)       | 33             |
| США (Billboard 200)                    | 4              |
| США (Billboard Top Alternative Albums) | 1              |
| США (Billboard Top Rock Albums)        | 1              |

### Годовые итоговые чарты
| Чарт (2020)                   | Позиция |
| ----------------------------- | ------- |
| США (Top Alternative Albums)  | 40      |
| США (Top Current Album Sales) | 67      |
| США (Top Rock Albums)         | 67      |